# Riu Shannon
El riu Shannon (en gaèlic An tSionna o Sionainn) és el riu més llarg i cabalós d'Irlanda, dividint l'oest de l'illa (la majoria de la província de Connaught) de l'Est i del Sud (Leinster i gran part de Munster). La seva longitud és de 322 km,
fluint generalment cap al sud, des dels clots del Shannon (Shannon Pot), al comtat de Cavan, abans de girar cap a l'Est i desembocar a l'oceà Atlàntic a través de l'estuari del Shannon (Inbhear Sionne), de 113 km de longitud. La ciutat de Limerick es troba en el punt on l'aigua del riu es troba amb l'aigua marina de l'estuari, només a l'est de Limerick el nivell del riu deixa de
veure's afectat per les marees.

## Geografia
El riu neix a les muntanyes Cuilcagh, al sud del comtat de Fermanagh, i flueix a través d'11 dels 32 comtats d'Irlanda. Llacs importants en el seu curs són Llac Allen, Llac Ree i Llac Derg. Destaquen entre els seus afluents el riu Suck i el Brosna. El Shannon discorre per la seva llera actual des del final de l'edat del gel, i la seva conca hidrogràfica s'estima en
uns 15.600 km². Les principals poblacions per les quals discorre són Carrickon-Shannon, Athlone, Killaloe, Portumna i Limerick.

## Història
El riu Shannon ha estat un important llit fluvial des de l'antiguitat. El primer traçat del qual es té constància en un mapa és atribuït a Ptolemeu. Els vikings es van assentar a la regió en el segle x, i van usar el riu com a via per assolar els rics monestirs de l'interior de l'illa. L'any 937 els vikings de Limerick van ser derrotats pels vikings de Dublín al Lough Ree. Oliver Cromwell va exposar que els irlandesos haurien de triar entre l'infern o Connaught, en referència a l'opció d'emigrar forçosament a l'altre costat del riu o morir.

## Economia
El Shannon és el riu més llarg de les Illes Britàniques. Malgrat la seva longitud de més de 300 km, la seva alçada màxima és de 76 msnm, de manera que és fàcilment navegable, amb només unes poques rescloses en el seu recorregut. Hi ha una central hidroelèctrica a Ardnacrusha, pertanyent a la Electricity Supply Board (ELB). Durant la dècada de 1980 la indústria naval fou desenvolupada extensivament a l'estuari del Shannon, amb més de 2.500 milions d'euros d'inversió. Així mateix es construí una terminal petroliera en Foynes, un embarcador de petroli a l'Aeroport de Shannon i una important planta
d'extracció d'alúmina (òxid d'alumini) a Aughinish, a 1982.
En l'actualitat vaixells de càrrega de més de 60.000 tones transporten bauxita en cru des de les mines de l'Àfrica Occidental a aquesta planta, on és refinada en alúmina, que posteriorment és exportada al Canadà on és de nou refinada en alumini. En 1985 es va inaugurar una important central tèrmica a Moneypoint, que és abastada per vaixells de càrrega de més de 150.000 tones.